# 17090 Мундака
17090 Мундака (17090 Mundaca) — астероїд головного поясу, відкритий 10 травня 1999 року.
Тіссеранів параметр щодо Юпітера — 3,526.